# Platja de Ribes Altes (l'Ametlla de Mar)
La platja de Ribes Altes o cala Teto és una petita platja semiurbana del municipi de l'Ametlla de Mar (Baix Ebre), situada davant de la urbanització Les Roques Daurades, entre la cala Pepo, al nord-est, i la platja de Bon Caponet, al sud-oest. Té una longitud de 60 metres i una amplada mitjana de 5 metres, formada per sorra gruixuda i grava. Força enclotada per penya-segats, no disposa de serveis.